# Asteroscopus linstowi
Asteroscopus linstowi är en fjärilsart som beskrevs av Embrik Strand 1912. Asteroscopus linstowi ingår i släktet Asteroscopus och familjen nattflyn. Inga underarter finns listade i Catalogue of Life.